# Саобраћај у Белгији
Белгија спада у најразвијеније земље Европе са веома повољним положајем између других значајних земаља. Због тога је саобраћај у Белгији веома развијен и густ. Белгија има развијен друмски, железнички, ваздушни и водни саобраћај. Најважније саобраћајно чвориште је главни град Брисел.

## Железнички саобраћај
У Белгији постоји предузеће надлежно за железницу под називом „Народно железничко предузеће Белгије“.
Укупна дужина железничке мреже стандардног колосека у Белгији је 3.536 km (1998. године), од чега је електрификовано чак 2.950 km железнице или око 80% целокупне мреже. Такође, целокупна мрежа је стандардног колосека. Постојеће пруге двоструког или вишеструког колосека су преовлађујуће, односно њихова укупна дужина је 2.563 km. Сви ови показатељи говоре о веома развијеној и савременој железничкој мрежи са великим прометом. У складу са тим, превоз железницом је чест и јефтин.
Сматра се да је белгијска железничка мрежа најгушћа у свету, а масовни јавни превоз железницом везује се још за раздобље пре Првог светског рата. Заправо, свако место има макар малу железничкју станицу и сталну везу возом са оближњим градом. Највећа железничка чворишта су велики градови - Брисел, Антверпен и Лијеж.
Данас постоје две железничке линије великих брзина (око 300 km/h), које делом пролазе кроз Белгију. Две друге су у изградњи (завршетак - 2008. г.):
- Линија HSL 1, Брисел - Лил - Париз, са краком ка Лондону;
- Линија HSL 2, Брисел - Лувен - Лијеж;
- Линија HSL 3, Лијеж - Ахен - Рур, у изградњи;
- Линија HSL 4, Брисел - Антверпен - Ротердам, у изградњи;

Једини град са класичним метро системом је Брисел (погледати: Бриселски метро). Лаки метро постоји у Антверпену и Шарлерои. Трамвајски превоз је присутан у свим значајнијим градовима - Брисел, Антверпен, Гент, Лијеж, Лувен, Шарлроа, Монс, Хаселт, Намир, Бриж, Остенде, ....
Железничка веза са суседним земљама:
- Француска - да
- Луксембург - да
- Немачка - да
- Холандија - да

## Друмски саобраћај
Укупна дужина друмских путева у Белгији је 149.018 km (2002. г.). Дужина магистралних путева је 12.610 km, а ауто-путева је знатна, 1.729 km, што је и особено за густо насељене земље попут Белгије. Белгија је била међу првим државама које су градиле ауто-путеве, а данас их има „у сваком кутку“ државе. Постоје и ауто-путеви са три коловозне траке у једном смеру.
Данашњи државни ауто-путеви повезују све важније градове у држави и окружењу. Многи ауто-путеви прате линије главних железница. Они се углавном пружају трасама Европских коридора, а носе двојне ознаке "+број“. У ауто-путеве се убрајају и ауто-путни прстени око велеграда са тим што они носе двојне ознаке "+број“. И путна мрежа нижег ранга је густа и веома савремена.
Најважнији државни ауто-путеви су они дуж европских коридора и то су:
- Ауто-пут А1, Евроопски коридор Е19, Брисел - Антверпен - граница са Холандијом (ка Бреди), укупна дужина 70 km.
- Ауто-пут А2, Евроопски коридор Е314, Брисел - Лувен - Хаселт - граница са Холандијом (ка Мастрихту), укупна дужина 88 km.
- Ауто-пут А3, Евроопски коридор Е40, Брисел - Лувен - Лијеж - граница са Немачком (ка Ахену), укупна дужина 134 km.
- Ауто-пут А4, Евроопски коридор Е411, Брисел - Вавр - Намир - Арлон - граница са Луксембургом, укупна дужина 188 km.
- Ауто-пут А7, Евроопски коридор Е19, Брисел - Монс - граница са Француском (ка Валенсијену), укупна дужина 61 km.
- Ауто-пут А8, Евроопски коридор Е429, Брисел - Турне - граница са Француском (ка Лилу), укупна дужина 73 km.
- Ауто-пут А10, Евроопски коридор Е40, Брисел - Гент - Бриж - Остенде (Ламанш), укупна дужина 104 km.
- Ауто-пут А13, Евроопски коридор Е313, Антверпен - Хаселт - Лијеж, укупна дужина 112 km.
- Ауто-пут А14, Евроопски коридор Е17, Антверпен - Гент - Кортријк - граница са Француском (ка Лилу), укупна дужина 101 km.
- Ауто-пут А15, Евроопски коридор Е42, Лијеж - Намир - Шарлроа, укупна дужина 103 km.
- Ауто-пут А17, Евроопски коридор Е403, Бриж - Кортријк - Турне, укупна дужина 67 km.
- Ауто-пут А18, Евроопски коридор Е40, Бриж - граница са Француском (ка Дункерку), укупна дужина 44 km.

Најважнији кружни ауто-путеви („прстени“) око значајних градова су:
- Кружни ауто-пут R0 око Брисела.
- Кружни ауто-пут R1 око Антверпена.
- Кружни ауто-пут R3 око Шарлрое.
- Кружни ауто-пут R4 око Гента.
- Кружни ауто-пут R6 око Мелена.
- Кружни ауто-пут R8 око Кортријка.
- Кружни ауто-пут R23 око Левена.
- Кружни ауто-пут R30 око Брижа.

## Водени саобраћај
Белгија је приморска земља, међутим она невеликом дужином излази на Северно море, где се налази једина значајна лука на отвореном мору, Остенде. Са друге стране, за привреду земље и европског залеђа много је важнија лука Антверпен, једна од највећих у Европи. Она се налази на ушћу реке Шелде у море и има приступ отвореном мору преко Холандије. Лука града Брижа такође се може сматрати морском, пошто се налази на пар километара од отвореног мора, са којим је повезана дубоко прокопаним каналом, погодним и за морска пловила.
Поред поморског саобраћаја Белгија се може боље похвалити веома развијеним речним и каналским саобраћајем. Свака белгијска река која је имала услове да постане пловна постала је људских радом, а тамо где то није било могуће прокопавани су вештачки канали и грађени насипи. По последњим проценама дужина унутаркопнених пловних путева у Белгији је 2.043 km, од чега око 75% може примити бродове средње величине, па је погодно за привредни саобраћај. Најпознатије пловне реке су Шелда и Меза. На првој се налази Антверпен, а на другој Лијеж и Намир.
Белгијски канали се користе много више од река за месни и међуградски превоз фериботима. Мрежа канала у Белгији повезана је и са мрежама канала у Француској и Холандији, а посебно је густа у северном делу земље, који је низијски и отворенији ка мору. Значајно је и то што канали обично пролазе кроз историјска језгра градова, па је могућ веома лак превоз из средишта једног града у средиште другог. Посебно су познати канали Гента, Брижа, Лувена, Антверпена. Најпознатији канали у држави су:
- Албертов канал
- Средишњи канал
- Леополдов канал
- Канал Шелда-Рајна

## Гасоводи и нафтоводи
Нафтовод: Дужина токова је 161 km.
Гасовод: Дужина токова је 3.300 km.

## Ваздушни транспорт
У Белгији постоји много авио-предузећа, од којих је најпознатије државно предузеће Брисел ерлајнс.
У држави постоји и 42 званично уписана аеродрома, од тога са тврдом подлогом укупно 24. Укупно 9 аеродрома има IATA код (IATA Airport Code) и, самим тим, међународни значај. Познати аеродроми су:
- Аеродром „Завентем“ у Бриселу -
- Међународни Аеродром „Деурне“ у Антверпену -
- Аеродром „Јужни Брисел-Шарлроа“ између Брисела и Шарлрое -
- Аеродром „Биерзе“ у Лијежу -
- Аеродром „Остенде-Бриж“ између Брижа и Остендеа -
- Међународни Аеродром „Вефелгем“ у Кортријку -

Највећи и најважнији аеродром у земљи је бриселски Аеродром „Завентем“, који се налази 11 km североисточно од града. Аеродром је веома прометан, а значајан број корисника су људи повезани са установама Европске уније у граду Бриселу. Поред овог аеродрома потребно је споменути и Аеродром „Биерзе“ у Лијежу, који спада у ред првих 10 карго аеродрома у Европи по промету.
У Белгији постоји и 1 званично уписан хелиодром.